# Dél-Oszétia címere

Dél-Oszétia címere

Dél-Oszétia címere egy korong alakú pajzs, amelyen egy sétáló, sárga leopárd látható fehér hegyek előtt. A korong vörös színű. A pajzs szélén a köztársaság orosz és oszét nyelvű felirata olvasható.